# マルク・プビル
マルク・プビル・パゲス（Marc Pubill Pagès、2003年6月20日 - ）は、スペイン・カタルーニャ州タラサ出身のサッカー選手。ラ・リーガ・アトレティコ・マドリード所属。ポジションはDF。

## クラブ経歴
カタルーニャ州のタラサに生まれ、2020年に16歳でレバンテUDのカンテラに入団した。2020年12月13日、セグンダ・ディビシオンBのエルクレスCFとの試合でBチーム初出場を記録し、翌年12月3日、クラブとの契約を2026年まで延長した。
2021年12月20日、ラ・リーガのバレンシアCF戦にて、先発フル出場したことでレバンテのトップチームデビューを果たした。
2023年8月9日、UDアルメリアへ移籍金500万ユーロで移籍し、6年契約を結んだ。
2025年7月23日、アトレティコ・マドリードに5年契約で移籍した。

## タイトル

### 代表
U-23スペイン代表
- パリオリンピック金メダル: 2024